# Jelena Radivojević (Handballspielerin)
Jelena Radivojević (* 30. April 1994 in Podgorica, BR Jugoslawien, geborene Jelena Despotović) ist eine montenegrinische Handballspielerin, die für die montenegrinische Nationalmannschaft aufläuft.

## Karriere

### Im Verein
Radivojević  lief bis zum Sommer 2011 für den aus Podgorica stammenden Verein Petrol Bonus auf. Anschließend schloss sich die Rückraumspielerin dem Verein ŽRK Biseri an, mit dem sie in der Saison 2011/12 am EHF-Pokal teilnahm. Radivojević stand zwischen 2012 und 2015 beim montenegrinischen Spitzenverein ŽRK Budućnost Podgorica unter Vertrag, mit dem sie 2015 die EHF Champions League sowie in jeder Spielzeit das nationale Double gewann. Zwischenzeitig war sie ab Februar 2014 bis zum Saisonende 2013/14 am ungarischen Erstligisten MTK Budapest ausgeliehen.
Radivojević wechselte im Sommer 2015 zum ungarischen Erstligisten Debreceni VSC. Nachdem sich Radivojević im Sommer 2017 dem slowenischen Erstligisten Rokometni Klub Krim angeschlossen hatte, kehrte sie am Jahresende 2017 wieder zum Debreceni VSC zurück. Radivojević wechselte im Sommer 2021 zum Ligakonkurrenten Győri ETO KC, den sie ab Februar 2022 aufgrund ihrer Schwangerschaft nicht zur Verfügung stand. In den Spielzeiten 2021/22 und 2022/23, in denen Győri ETO KC jeweils die Meisterschaft gewann, kam Radivojević trotz Schwangerschaftsurlaub zum Einsatz. Ab dem Sommer 2023 stand sie beim ungarischen Erstligisten Ferencváros Budapest unter Vertrag. Im November desselben Jahres verließ sie den Verein und schloss sich zum zweiten Mal ŽRK Budućnost Podgorica an. Mit Budućnost Podgorica gewann sie 2024 und 2025 das nationale Double.

### In Auswahlmannschaften
Radivojević nahm mit der montenegrinischen Juniorinnennationalmannschaft an der U-20-Weltmeisterschaft 2010 teil, bei der sie die Bronzemedaille gewann. Zwei Jahre später gewann sie mit der montenegrinischen A-Nationalmannschaft den Titel bei der Europameisterschaft. Anschließend nahm sie an den Mittelmeerspielen 2013 teil, die Montenegro auf dem vierten Platz abschloss. Als Radivojević fünf Jahre später ein weiteres Mal an den Mittelmeerspielen teilgenommen hatte, gewann sie die Silbermedaille. Bei den Olympischen Spielen in Tokio belegte sie mit Montenegro den sechsten Platz. Radivojević gehörte weiterhin dem montenegrinischen Aufgebot bei der Weltmeisterschaft 2013, bei der Europameisterschaft 2014, bei der Weltmeisterschaft 2015, bei der Europameisterschaft 2016, bei der Weltmeisterschaft 2017, bei der Europameisterschaft 2018, bei der Weltmeisterschaft 2019, bei der Europameisterschaft 2020 und bei der Weltmeisterschaft 2023 an.

## Sonstiges
Jelena Radivojević ist mit dem serbischen Handballspieler Bogdan Radivojević liiert. Das Paar hat eine gemeinsame Tochter.